# Мерещев
Мерещев (укр. Мерещів) — село в Перемышлянской городской общине Львовского района Львовской области Украины.
Население по переписи 2001 года составляло 619 человек. Почтовый индекс — 81242. Телефонный код — 263.